# Pierre-Joseph Dunod
Pierre-Joseph Dunod (Saint-Lupicin, 21 octobre 1646 - Besançon, 2 janvier 1725), est un archéologue et religieux français. 

## Biographie
Savant jésuite et archéologue, oncle de François-Ignace Dunod de Charnage dont il dirigea les premières études, frère de Claude-François Dunod et de Antide Dunod (hu), il entre dans la Compagnie de Jésus et mène des fouilles archéologiques près du lac d'Antre où il découvre les restes d'une ville disparue : le sanctuaire gallo-romain du Pont des Arches. Il l'identifie alors à l'Aventicum de Ptolémée et publie en 1696 Découverte de la ville d'Antre qui soulève alors de vifs débats, en particulier par André de Saint-Nicolas et Marquard Wild. 
Il se défend alors avec une seconde partie de l'ouvrage intitulée Les Méprises des auteurs de la critique d'Antre, publiée en 1709 puis par une carte qu'il fait graver en 1713. Le retentissement est tel que de Vaubourg, intendant de la province se rend sur les lieux et y fait dessiner les ruines et lever le plan de la ville. Le roi ordonne de nouvelles fouilles mais l'argent manque rapidement. Après quelque temps d'abandon, elles sont reprises par le financement du cardinal D'Estrées puis abandonnées à la mort de celui-ci. 

## Œuvres
- Découverte de la ville d'Antre, avec des Questions curieuses pour éclaircir l'Histoire de cette Province, 1696
- Projet de la charité de la ville de Dole, 1698
- Les Méprises des auteurs de la critique d'Antre, avec la notice de la province des Séquanois rétablie par la découverte de la ville d'Antre, 2 vol., 1709
- Lettres à l'abbé de B. sur les découvertes qu'on a faites sur le Rhin, 1716
- Vie de Saint-Simon de Crespy, 1728